# أرت بارون
أرت بارون (بالإنجليزية: Art Baron)‏ هو عازف جاز أمريكي، ولد في 5 يناير 1950 في بريدجبورت في الولايات المتحدة.

## وصلات خارجية
- أرت بارون على موقع IMDb (الإنجليزية)
- أرت بارون على موقع ميوزك برينز (الإنجليزية)
- أرت بارون على موقع أول ميوزيك (الإنجليزية)
- أرت بارون على موقع ديسكوغز (الإنجليزية)
- أرت بارون على موقع قاعدة بيانات الفيلم (الإنجليزية)